# 酒田運輸区
酒田運輸区（さかたうんゆく）は、山形県酒田市にかつて存在した東日本旅客鉄道（JR東日本）新潟支社の運転士・車掌が所属する組織である。主に酒田駅を発着する列車に乗務している。2022年3月11日限りで廃止し、現在は庄内統括センター。。
かつては50系客車などの車両が配置されていたが、客車列車の全廃により車両配置がなくなった。

## 沿革
- 1914年（大正3年）12月24日 - 酒田機関庫開設
- 1915年（大正4年）12月28日 - 新庄機関庫酒田分庫に降格
- 1923年（大正12年）7月1日 - 酒田機関庫に再昇格[2]。
- 1936年（昭和11年）9月1日 - 酒田機関区に改称。
- 1947年（昭和22年）1月10日 - 酒田車掌区を新設[3]。
  - それ以前は山形車掌区酒田支区であった。
- 1951年（昭和26年）4月1日 - 酒田客貨車区を新設[4]。
- 1985年（昭和60年）3月 - 酒田機関区配置のEF81形電気機関車が長岡運転所に転出し[5]、酒田機関区の車両配置がなくなる。
- 1986年（昭和61年）3月3日 - 酒田機関区と酒田客貨車区を合併し酒田運転区となる[6]。
- 1987年（昭和62年）4月1日 - 東日本旅客鉄道に継承。
- 1989年（平成元年）10月16日 - 酒田運輸区となる[7]。
- 1993年（平成5年）7月1日 - 羽越本線の客車列車の廃止により客車の配置がなくなり、車両配置なしとなる。
- 2022年（令和4年）3月12日 - 庄内統括センター（酒田、鶴岡の各駅、酒田運輸区の統合）が発足。当区は廃止。

## 所属車両の側面に記されていた略号
- 「新サカ」…新潟支社を示す「新」と、酒田を示す「サカ」から。

## 新潟支社車両リニューアルセンター

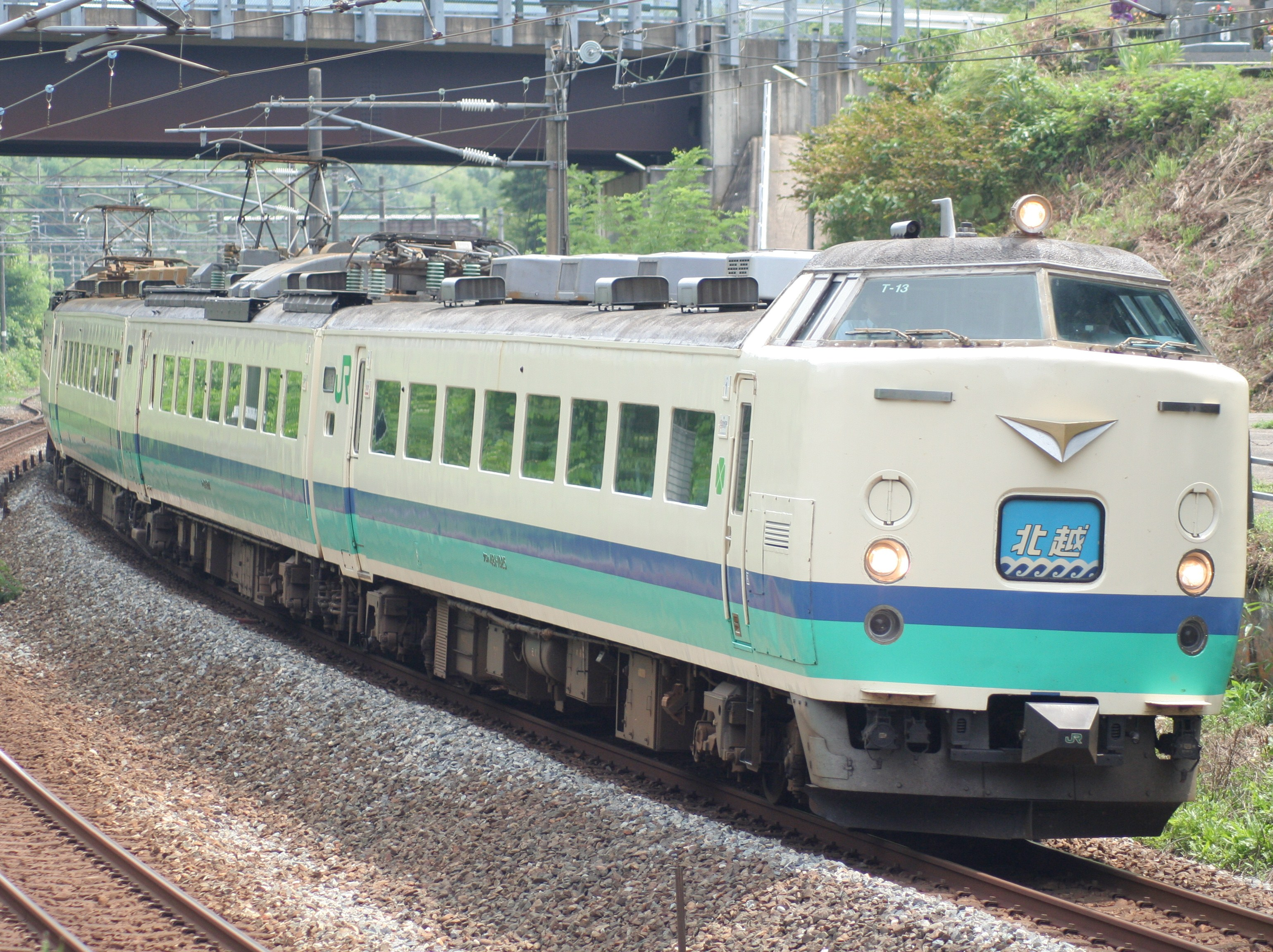
酒田RCでリニューアルが行われた485系電車

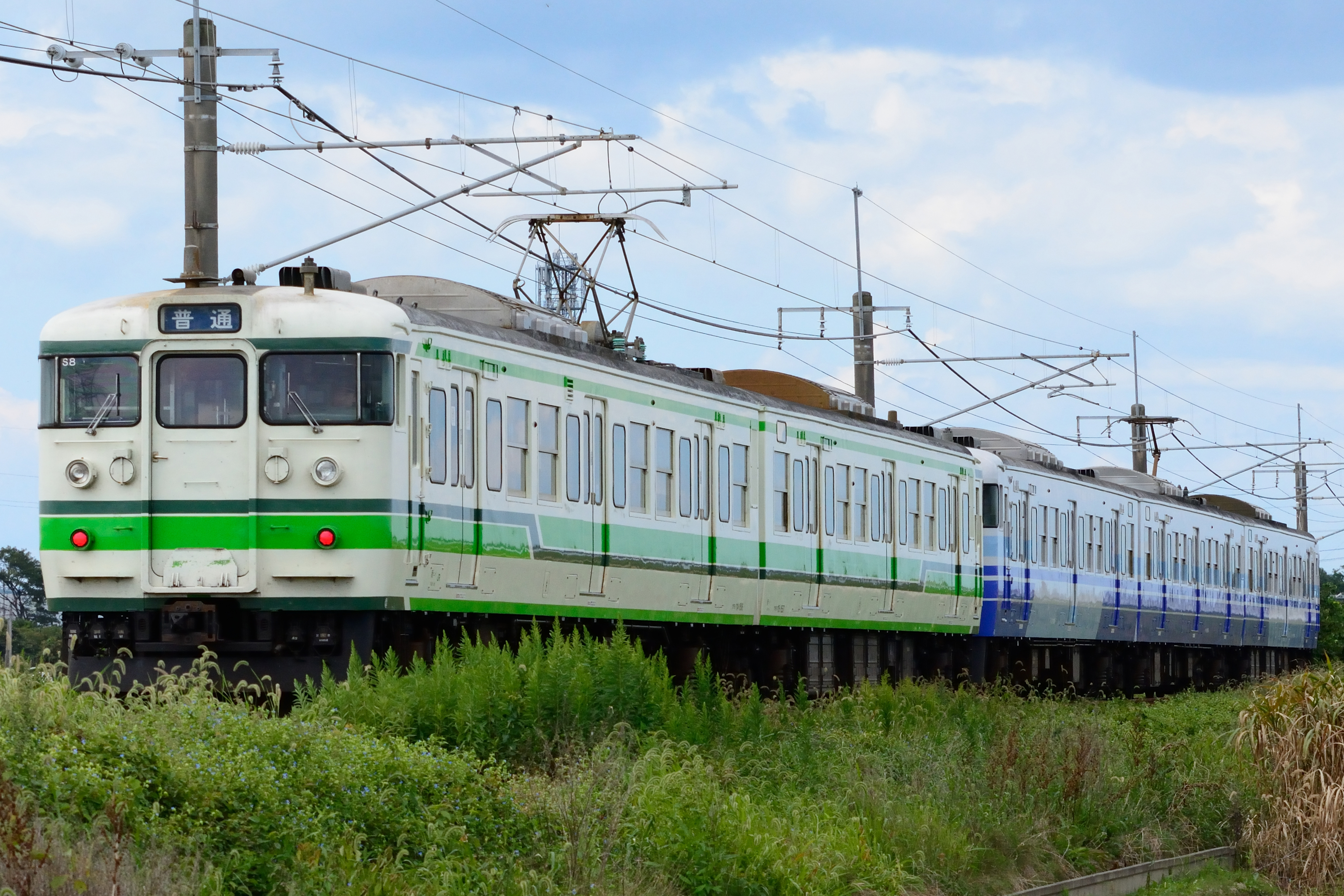
酒田RCでリニューアルが行われた115系電車

JR東日本新潟支社管内の車両の改造や更新修繕については、当初は主に支社の車両工場である新津車両所で行われていたが、新津車両所は車両製造工場（新津車両製作所）に転換するため、1993年3月限りで車両検修業務を終了し、以後新潟支社管内には車両工場がなく全般検査等については他支社管内の車両工場に依存する状態となっていた。酒田運輸区は、1993年以降車両配置が全廃となっていたが、新たに新潟支社車両リニューアルセンター（酒田RC）が設置され、検修庫等を活用して車両のリニューアル工事が行われることとなった。上沼垂運転区（現・新潟車両センター）配置の485系電車や115系電車などのリニューアル工事が実施された。